# Montmerle-sur-Saône
Montmerle-sur-Saône är en kommun i departementet Ain i regionen Auvergne-Rhône-Alpes i östra Frankrike. Kommunen ligger  i kantonen Thoissey som ligger i arrondissementet Bourg-en-Bresse. Kommunens areal är 4,16 km². År 2022 hade Montmerle-sur-Saône 3 798 invånare.

## Befolkningsutveckling
Antalet invånare i kommunen Montmerle-sur-Saône
Referens: INSEE